# 페디 스쿨
페디 스쿨(The Peddie School)은 4년제 대학입시준비 기숙사립 고등학교로 미국 뉴저지주 하이츠타운에 위치하고 있다.
1993년 전 주영 미국대사 월터 아넨버그(1927년 졸업)가 1억달러를 페디 스쿨에 기부하였고 이는 당시 미국 고등학교에 기부된 금액 중 역사상 제일 큰 금액이었다.
뉴욕타임즈에 따르면 페디 스쿨의 재정은 3억달러에 달하고 이는 미국 고등학교중 8번째로 많은 것이다.

## 입학 현황
2011년도 합격률은 20%로 이는 미국 기숙사립 고등학교 중 14번째로 낮은 합격률이다.

## 대학 진학 현황
페디 스쿨은 미국 명문대학의 높은 진학률을 자랑한다. 페디 스쿨 졸업생들이 최근 진학한 대학리스트는 다음과 같다(내림차순).

펜실베이니아 대학교 29명

코넬 대학교 22명

조지 워싱턴 대학교 19명

카네기 멜론 대학교 18명

미국 해군사관학교 16명

## 참조
1. ↑  "Publisher Gives $365 Million To 4 Schools", The New York Times, June 20, 1993.
2. ↑  "Educational Wealth", The New York Times, January 26, 2008.
3. ↑  “Boarding School Review Lowest Acceptance Rates”. 2012년 4월 13일에 원본 문서에서 보존된 문서. 2012년 4월 18일에 확인함.
4. ↑  “The Peddie School Matriculation List”. 2011년 11월 21일에 원본 문서에서 보존된 문서. 2012년 4월 18일에 확인함.